# おもちゃのチャチャチャ
「おもちゃのチャチャチャ」は、野坂昭如作詞、吉岡治補作詞、越部信義作曲の日本の童謡である。曲名は、「おもちゃ」とダンス音楽の「チャチャチャ」をかけている。

## 来歴

### 大人向けの歌謡として制作されたオリジナル
本作は元々は1959年（昭和34年）、フジテレビで放送されていた大人向けの音楽バラエティー『ヤマハ・タイム』で、おもちゃをテーマにした回でコントの合間に使用される挿入歌として三木鶏郎の企画により野坂昭如の作詞・越部信義の作曲で作られた曲である。このときは後年の童謡の歌詞とは異なる。『ヤマハ・タイム』では、番組内で1度使用されるためだけに制作される曲が多数あって、「おもちゃのチャチャチャ」もそうした楽曲の中のひとつであった。
その後、1960年（昭和35年）にニッポン放送のラジオ番組『トリロー・サンドイッチ』でダークダックスが再度採り上げた。このときの音源は2009年発売の2枚組CD『ダークダックス大全』にてCD化されており、オリジナル版の「おもちゃのチャチャチャ」の数少ない音源資料の一つとなっている。

### 童謡としてリメイク
後に野坂の制作した歌詞の「おもちゃが夜会を開く」というテーマをもとにして、吉岡治が子ども向け用に全面的に歌詞をリメイクし、越部が旋律を一部削除・改変を加えたものを1962年（昭和37年）8月にNHK総合テレビの幼児音楽番組『うたのえほん』で「今月の歌」として真理ヨシコと中野慶子が1週間交代で毎日歌った。真理が歌うレコードは、1か月に4万枚を売るヒットとなり、1963年（昭和38年）には第5回日本レコード大賞童謡賞を受賞した。
1966年（昭和41年）発行の楽譜集『NHKみんなのうた』《第4集》では、真理が歌うレコード音源に比べて、さらに歌詞の一部削除・メロディ部の改変などが加わっている。この改変版が2021年時点で最も知られている歌詞とメロディとなり、童謡としての初出番組である『うたのえほん』、および同番組を吸収した『おかあさんといっしょ』でも歴代のうたのおねえさん･おにいさんによって歌われ続けている。
2023年現在、作詞の野坂昭如、補作詞の吉岡治、作曲の越部信義はいずれも没後70年未経過のため日本国内での著作権は有効である。
「TOYS DANCING CHA CHA CHA」（英訳詞：HENRY V. DRENNAN）、「The Toy Cha Cha」、「Toys Dance The Cha Cha Cha」（英訳詞：井口紀子）という英語版も存在する。

## 評価
2007年（平成19年）に日本の歌百選に選出されている。
2010年（平成22年）2月にベネッセコーポレーションが電子調査により実施した『子どもにきかせたい曲』のアンケートで、「犬のおまわりさん」（第2位）・「大きな栗の木の下で」（第3位）などを抑えて「おもちゃのチャチャチャ」が第1位に選出された。

## 録音した歌手
- 松島トモ子 - シングルレコード。1962年発売、日本コロムビア BK-3001。B面曲は真理ヨシコの「チューリップ畠のベンチ」[9](p1053)
- 真理ヨシコ、コロムビアゆりかご会 - シングルレコード。1963年発売、日本コロムビア BK-3031。B面曲は天地総子の「パパは日曜コックさん」[9](p1156)
- 加世田直人、藤崎幸子、ゆりかご会
- 茶坊主 - アルバム『トゥリー・オブ・ライフ』収録
- しゅうさえこ
- たいらいさお、タンポポ児童合唱団
- テイチク児童合唱団
- ひばり児童合唱団
- ボニージャックス
- 栄本郷少年少女合唱団 - 2002年11月18日発売『子供の歌(6) 楽しく歌おう』（キープ／日本クラウン、CD：TCD-506／カセット：TMC-506）収録
- 田中星児 - 1973年発売のLP『NHK「うたのえほん」より うたのおにいさん 第2集』（ビクター JBX-24）収録
- 山野さと子、森の木児童合唱団 - 1991年発売『山野さと子 ベスト・コレクション30』他収録。編曲：若松正司
- ドリーミング、森の木児童合唱団 - 初出は1991年発売『アンパンマンがえらんだこどものうた』
- チャーリー・ヤン - 香港の歌手・俳優。広東語の歌詞でタイトルは「全城來吧Cha Cha Cha」。1994年発売『毋忘我』収録
- グッチ裕三&グッチーズ
- 野原しんのすけ、野原ひろし、野原みさえ（声優：矢島晶子、藤原啓治、ならはしみき） - 2001年発売『クレヨンしんちゃん「どうよう きけばぁ～」』収録
- まゆのり、けんたろうとミクのワイワイキッズ2003年発売『ワイワイキッズ♪ ベスト おたのしみ』他に収録（編曲:鶴由雄）。(ポニーキャニオン)
- 稲葉貴子、カントリー娘。、ココナッツ娘。、メロン記念日、松浦亜弥、藤本美貴（モーニング娘。）ほか - 2002年発売『ザ・童謡ポップス4〜秋のうた集〜』収録
- ミルモ（声優：小桜エツ子） - 2004年発売『わがまま☆フェアリー ミルモでポン! フェアリーコンサート〜みんなで歌おう童謡まつり〜』収録
- グッチ裕三 - 2005年 『ハッチポッチステーションあんこーる』「紅茶教室」に収録
- ワンワン、くぅ（チョー、川田妙子） - 編曲：福田和禾子
- ワンワン、ふうか（チョー、原風佳） - 2005年発売のDVD『いないいないばあっ! どうよう』収録）編曲：福田和禾子
- スプー、アネム、ズズ、ジャコビ - 2006年発売『NHKおかあさんといっしょ みんなであそぼ! 不思議な不思議なワンダーランド』、2007年発売『NHKおかあさんといっしょ ファミリーコンサート おいでよ! びっくりパーティーへ』収録
- 横山だいすけ、三谷たくみ  - 2009年発売『NHKおかあさんといっしょ スペシャル50セレクション』Disc1に収録
- 林原めぐみ - 2007年発売『林原めぐみ たのしいどうよう』収録
- ワンワン、ことちゃん（チョー、空閑琴美） - 編曲：福田和禾子
- はいだしょうこ - 2009年発売『みんなの童謡・唱歌 おもちゃのチャチャチャ〜故郷』収録
- 黒田久美子（英語）
- ヤン・チェン（中国語）
- Chappie「Welcome Morning」のアウトロで、バックコーラスに「おもちゃのチャチャチャ」（歌：川本真琴）が流れる（アルバムバージョンにはない）
- PE'Z - 2006年、アルバム「日本のジャズ -SAMURAI SPIRIT-」収録
- 矢野顕子 - 1984年、アルバム『オーエスオーエス』収録
- 少年隊 - 1987年、アルバム『Magical 童謡 Tour』収録。
- 楊采妮 （広東語）「全城來吧cha cha cha」

## 使用
- 1976年にNETテレビ（テレビ朝日）の制作で放送されたテレビドラマ「バケタン家族」の主題歌として、当作品の歌詞を変更した「オバケのチャチャチャ」が使用されている。歌手はドラマの主演者でもあった小柳ルミ子。

- セイコーファンタジアRE540Mの1・2時の曲もこの楽曲が内蔵されている。

## 童画
- 童画家・イラストレーターの徳治昭によって、本曲をモチーフとした童画「おもちゃのチャチャチャ」が描かれた。原画の一枚目は童謡の「おもちゃのチャチャチャ」作曲者の越部信義にプレゼントされた[10]。

## 絵本
- 『わらべうたえほん おもちゃのチャチャチャ』
  - 構成・絵：市原淳。ひさかたチャイルド、2015年。ISBN 9784865490565
  - 「おもちゃのマーチ」の楽譜も掲載。